# Otto Lindenmeyer
Otto Lindenmeyer (* 2. Juni 1866 in Merchingen; † 25. Mai 1952 in Augsburg) war ein deutscher Unternehmer der Textilindustrie in Augsburg.

## Leben und Werk
Lindenmeyer führte zunächst Textilunternehmen, unter anderem in der Schweiz und Großbritannien, bevor er nach Augsburg ging, um dort in der aufblühenden Textilbranche Fuß zu fassen. So war er in den Jahren 1911 bis 1942 Vorstand und kaufmännischer Direktor der Mechanischen Baumwollspinnerei und Weberei in Augsburg. Im Jahr 1937 wurde er zum Vorstandsvorsitzenden und Generaldirektor berufen. Später war Lindenmeyer Mitglied und Vorsitzender in verschiedenen Textilverbänden. Er wurde mit dem Ehrentitel Geheimer Kommerzienrat ausgezeichnet.